# Сегертаун (Пенсільванія)
Сегертаун (англ. Saegertown) — місто (англ. borough) в США, в окрузі Кроуфорд штату Пенсільванія. Населення — 871 особа (2020).

## Географія
Сегертаун розташований за координатами 41°42′52″ пн. ш. 80°7′51″ зх. д. / 41.71444° пн. ш. 80.13083° зх. д. (41.714529, -80.130851).  За даними Бюро перепису населення США в 2010 році місто мало площу 3,99 км², з яких 3,99 км² — суходіл та 0,00 км² — водойми.

## Демографія
Згідно з переписом 2010 року, у селищі мешкало 997 осіб у 351 домогосподарстві у складі 224 родин. Густота населення становила 250 осіб/км².  Було 394 помешкання (99/км²).
Расовий склад населення:
| - 94,5 % — білих - 3,5 % — чорних або афроамериканців - 0,1 % — корінних американців - 0,1 % — азіатів |

До двох чи більше рас належало 1,0 %. Частка іспаномовних становила 1,2 % від усіх жителів.
За віковим діапазоном населення розподілялося таким чином: 17,1 % — особи молодші 18 років, 68,9 % — особи у віці 18—64 років, 14,0 % — особи у віці 65 років та старші. Медіана віку мешканця становила 39,4 року. На 100 осіб жіночої статі у селищі припадало 136,3 чоловіків;  на 100 жінок у віці від 18 років та старших — 139,7 чоловіків також старших 18 років.
Середній дохід на одне домашнє господарство  становив 59 219 доларів США (медіана — 47 083), а середній дохід на одну сім'ю — 75 313 долари (медіана — 69 063). Медіана доходів становила 42 417 доларів для чоловіків та 34 423 долари для жінок. За межею бідності перебувало 3,6 % осіб, у тому числі 8,2 % дітей у віці до 18 років та 1,6 % осіб у віці 65 років та старших.
Цивільне працевлаштоване населення становило 389 осіб. Основні галузі зайнятості: освіта, охорона здоров'я та соціальна допомога — 29,0 %, виробництво — 24,4 %, мистецтво, розваги та відпочинок — 10,0 %, роздрібна торгівля — 8,0 %.